# Distretto di Zeribet El Oued
Il distretto di Zeribet El Oued è un distretto della provincia di Biskra, in Algeria, con capoluogo Zeribet El Oued.